# Bronson (Kansas)
Bronson és una població dels Estats Units a l'estat de Kansas. Segons el cens del 2000 tenia 346 habitants.

## Demografia
Segons el cens del 2000, Bronson tenia 346 habitants, 147 habitatges, i 93 famílies. La densitat de població era de 318,1 habitants per km².
Dels 147 habitatges en un 31,3% hi vivien nens de menys de 18 anys, en un 53,1% hi vivien parelles casades, en un 8,8% dones solteres, i en un 36,1% no eren unitats familiars. En el 34,7% dels habitatges hi vivien persones soles el 20,4% de les quals corresponia a persones de 65 anys o més que vivien soles. El nombre mitjà de persones vivint en cada habitatge era de 2,35 i el nombre mitjà de persones que vivien en cada família era de 3,06.
Per edats la població es repartia de la següent manera: un 27,2% tenia menys de 18 anys, un 6,6% entre 18 i 24, un 24,6% entre 25 i 44, un 24,6% de 45 a 60 i un 17,1% 65 anys o més.
L'edat mediana era de 39 anys. Per cada 100 dones de 18 o més anys hi havia 85,3 homes.
La renda mediana per habitatge era de 26.806 $ i la renda mediana per família de 32.656 $. Els homes tenien una renda mediana de 25.588 $ mentre que les dones 21.563 $. La renda per capita de la població era de 12.332 $. Entorn de l'11,4% de les famílies i el 13,8% de la població estaven per davall del llindar de pobresa.

## Poblacions més properes
El següent diagrama mostra les poblacions més properes.